# Рудківське газове родовище
Рудкі́вське га́зове родо́вище — належить до Більче-Волицького нафтогазоносного району Передкарпатської нафтогазоносної області Західного нафтогазоносного регіону України.
Розташоване у Львівській області на відстані 30 км від м. Самбір.
Розташоване у межах міста Рудки, міста Комарно й сел Переможне, Сусолів, Малинів.
Приурочене до північно-західної частини Косівсько-Угерської підзони Більче-Волицької зони.
Підняття виявлене в 1941 р. Рудківська структура являє собою великий ерозійний виступ вапняків верхньої юри, розміром 18х10 м, висотою 200 м, розбитий поздовжніми тектонічними порушеннями на 4 блоки. Тектонічні порушення мають брахіантиклінальну форму. Розміри структури по ізогіпсі — 77 м горизонту НД-9 8,5х3,5 м².
Перший промисловий приплив газу отримано з юрських відкладів з інт. 1515—1525 м у 1953 р.
Поклади пластові склепінчасті.
Експлуатується з 1957 р. Режим покладів газовий та водонапірний. Запаси початкові видобувні категорій А+В+С1: газу — 32824 млн. м³.
Біля родовища проходить магістральний газопровід Комарно — Самбір — Дроздовичі.